# Queenstown (Tasmania)
Queenstown – miasto w Australii, na Tasmanii.